# Adalbert-Stifter-Gymnasium (Passau)
Das Adalbert-Stifter-Gymnasium (ASG) ist eines von vier Gymnasien in Passau. Benannt ist es nach dem österreichischen Schriftsteller, Maler und Pädagogen Adalbert Stifter.

## Geschichte
Das heutige Gymnasium ging aus der 1833 gegründeten Kreisgewerbeschule hervor, die 1877 zur Kreisrealschule und 1907 zur Oberrealschule wurde. 1964 wurde die Oberrealschule um einen neusprachlichen Zweig erweitert und im darauf folgenden Jahr zum mathematisch-naturwissenschaftlichen und neusprachlichen Gymnasium erhoben. Seit 1964 befindet sich die Schule an ihrem heutigen Standort an der Innstraße. Das ASG war eines von 20 am bis 2007 laufenden Modellversuch MODUS21 teilnehmenden Gymnasien in Bayern, im Rahmen dessen ein Projekt zur Entwicklung eines Trainings von Selbst- und Sozialkompetenz unter wissenschaftlicher Anleitung einer Diplom-Pädagogin durchgeführt wurde. 2006 und 2007 wurde das Gebäude im Rahmen des G8 erheblich ausgebaut und unter anderem um eine Schulküche erweitert. Die Schule nimmt an Schule ohne Rassismus – Schule mit Courage teil.

## Ganztagsschule
Mit einem 2006/2007 errichteten Anbau, der direkt an die Turnhalle anschließt, wurde das ASG zu einer Ganztagsschule mit Nachmittagsbetreuung bis 16:30 Uhr ausgebaut. Die Kosten für den Bau betrugen 1,89 Millionen Euro, von denen knappe 1,4 Millionen vom Investitionsprogramm Zukunft Bildung und Betreuung übernommen worden sind. Für den Rest kam die Stadt Passau auf. Im Rahmen der Umbauarbeiten wurde das ASG mit Personenaufzügen behindertengerecht ausgestattet. Am 19. Oktober 2007 weihten der damalige Oberbürgermeister Albert Zankl und der damalige Schulleiter Gerhard Wagner den Anbau ein.
Die 494 m² Nutzfläche verteilen sich auf eine Bibliothek, einen Arbeitsraum, einen Freizeitraum sowie einen Mehrzweckraum und einen Speisesaal. Der Mehrzweckraum verfügt über eine Bühne für Theateraufführungen.

## Lehrangebot
Am Adalbert-Stifter-Gymnasium kann neben dem naturwissenschaftlich-technologischen Zweig auch der sprachliche mit einer dritten Fremdsprache ab der 8. Jahrgangsstufe gewählt werden. Das ASG ist außerdem Seminarschule für Studienreferendare in den Fächern Biologie, Chemie, Deutsch, Englisch, Französisch, Informatik, Kunsterziehung und Mathematik.

## Schülerzeitung
Von 2000 bis 2010 wurde unter der Bezeichnung Rückenwind eine Schülerzeitung herausgegeben. Das Magazin mit je über 100 Seiten Umfang und einer Auflage von 700 Ausgaben wurde vom Spiegel mehrfach als beste Schülerzeitung Deutschlands und von der Süddeutschen Zeitung als zweitbeste Schülerzeitung Bayerns ausgezeichnet.

## Ehemalige Schüler
- Jürgen Dupper (* 1961), Oberbürgermeister und ehemaliger Landtagsabgeordneter
- Sebastian Frankenberger (* 1981), Politiker
- Elisabeth Graf-Riemann (* 1958), Schriftstellerin
- Werner Hechberger (* 1963), Historiker
- Friedrich Hirschl (* 1956), Lyriker
- Bruno Jonas (* 1952), Kabarettist
- Quirin Müller (* 1984), Rallyefahrer
- Bernhard Roos (* 1954), Landtagsabgeordneter
- Stefan Tilch (* 1968), Theaterleiter, Regisseur und Filmemacher
- Heinz Voggenreiter (* 1963), Hochschullehrer, Luft- und Raumfahrttechniker
- Gerhard Waschler (* 1957), Landtagsabgeordneter
- Albert Zankl (* 1954), ehemaliger Oberbürgermeister
- Walter Zimmermann (* 1941), Jurist und Rechtswissenschaftler

## Ehemalige Lehrer
- Ernst Dorn (* 1924, † 2012), Heimatforscher
- Rudolf Lehner (* 1928, † 2008), Verbandsfunktionär beim Philologenverband, Mitglied im Bayerischen Senat
- Martin Seitz (* 1895, † 1988), Gemmenschneider

## Partnerschulen
- Gymnasium Budweis (Tschechische Republik)
- Collège Jean-Louis Hamon, Plouha (Bretagne, Frankreich)
- Lycée Scheurer-Kestner, Thann (Elsass, Frankreich)